# August Wilhelm Knoch
August Wilhelm Knoch (Braunschweig, 8 juni 1742 – aldaar, 2 juni 1818) was een Duitse natuurvorser en natuurkundige. Hij was professor in de natuurkunde aan het Collegium Carolinum (tegenwoordig Technische Universität Braunschweig).
Hij was auteur van de volgende entomologische werken:
- Beyträge zur Insektengeschichte Leipzig (Schwickert) drie delen 1781, 1782, 1783
- Neue Beyträge zur Insectenkunde Leipzig (Schwickert) 1801.

- Stuttgart Database of Scientific Illustrators 1450–1950: 8195
- Gemeinsame Normdatei: 116258195
- International Standard Name Identifier: 0000 0000 4591 3656
- Library of Congress Control Number: no2001087617
- Nederlandse Thesaurus van Auteursnamen: 165583088
- Istituto Centrale per il Catalogo Unico: UTOV544091
- Système universitaire de documentation: 171662040
- Virtual International Authority File: 25349151
- WorldCat: E39PBJkxPRqDpgGfyQCjwCMXVC